# Richard Lynch (americký herec)
Richard Hugh Lynch (12. února 1936 Brooklyn, New York, USA – 19. června 2012 Palm Springs, Kalifornie, USA) byl americký herec. Jeho bratrem je herec Barry Lynch. Hrál například v seriálu Star Trek: Nová generace v epizodě Gambit. Jeho posledním filmem byl The Lords of Salem z roku 2012.
Často byl obsazován do různých záporných rolí v hororech a akčních filmech.
Proslavil se díky rolím ve filmech Strašák (1973), Sedm a víc (1973), Povolání: kaskadér (1977), Záhadný vzorec (1980), The Sword and the Sorcerer (1982), Invaze U.S.A. (1985), Barbaři (1987), Malý Nikita (1988), Zlé sny (1988), Aligátor 2: Mutace (1991), Mistr Loutkář III: Toulonova pomsta (1991), Necronomicon (1993), Scanner: Policajt (1994), Cyborg 3: Záchrana rasy (1994), Arizonský vlkodlak (1996), Halloween (2007) a Laid to Rest (2009).
Též se objevil v seriálech Starsky a Hutch, To je vražda, napsala, Čarodějky, Odpočívej v pokoji, V ulicích San Francisca, A-Team, Airwolf, Kojak, Pobřežní hlídka, Highlander, Battlestar Galactica, Galactica 1980 či Mike Hammer.